# Vinyols i els Arcs
Vinyols i els Arcs är en kommun i Spanien.   Den ligger i provinsen Província de Tarragona och regionen Katalonien, i den östra delen av landet, 400 km öster om huvudstaden Madrid. Antalet invånare är 1 936. Arean är 10,8 kvadratkilometer. Vinyols i els Arcs gränsar till Cambrils, Montbrió del Camp och Riudoms. 
Terrängen i Vinyols i els Arcs är platt.